# テキサスクーター
テキサスクーター（学名：Pseudemys texana）は、ヌマガメ科クーターガメ属に分類されるカメ。

## 分布
種小名texanaは「テキサスの」の意で、テキサス州の固有種であることに由来し和名や英名と同義。
模式標本の産地（模式産地）はサンアントニオ（テキサス州）。
アメリカ合衆国（テキサス州のコロラド川、グアダルーペ川、サンアントニオ川、ブラゾス川水系）固有種

## 形態
最大甲長33cm。オスよりもメスの方が大型になり、オスは最大でも甲長25.3cm。背甲はやや扁平で、上から見ると第7縁甲板と第8縁甲板の継ぎ目で最も幅が広くなる卵型。項甲板はやや小型。項甲板の位置は背甲の最も前方ではなくやや後方にあり、上からみると背甲の前端が凹んで見える。椎甲板は総じて縦幅より横幅の方が長い。また椎甲板にはあまり発達しない筋状の盛り上がり（キール）が入る。肋甲板には細かい皺が入る。後部縁甲板の外縁は鋸状に尖る。背甲の色彩は褐色や緑褐色で、甲板毎に黄色や淡黄色の網目や渦巻き状の斑紋が入る。
背甲と腹甲の継ぎ目（橋）には腋下甲板から鼠蹊甲板にかけて暗色の斑紋が入る。
腹甲の色彩は黄色一色で、甲板の継ぎ目（シーム）に沿って不明瞭な暗色の筋模様が入るが消失する個体もいる。
頭部は中型。吻端は突出せず、上顎の先端は凹みその両脇が突出し牙状になる。上顎や下顎にある角質（嘴）の外縁は鋸歯状にならない。頭部や四肢、尾の色彩は暗褐色や黒で、白や淡黄色の筋模様が入る。眼と鼓膜の間に左右に2本ずつ縦縞が入る。
卵は長径3.9-4.3cm、短径2.6-2.9cm。幼体は腹甲のシーム沿いに入る筋模様が明瞭だが、成長に伴い不明瞭になる。また成長に伴い全身の色彩が暗くなる傾向がある。

## 分類
形態の比較や酵素の電気泳動による分子系統学の研究からリオグランデクーターと単系統群を形成するという説もあるが、クーターガメ属内では最も初期に分化した種とする説もある。

## 生態
主に河川に生息するが、河川周辺の水場で見られることもある。昼行性で、倒木や岩の上、川岸などで日光浴することを好む。
食性は植物食の強い雑食で、水草などを食べる。
繁殖形態は卵生。オスはメスを追いかけ、メスの後肢や総排泄口の匂いを嗅ぐ。その後メスの前方に回り込み頸部を伸ばし、メスの頭部の横で前肢を振るわせる。オスはメスの脇腹に前肢の爪を引っ掛け、メスはオスを受け入れると尾を上げ交尾する。5-6月に卵を産む。オスは生後3年、メスは生後6年以上で性成熟する。

## 人間との関係
テキサス州では本種の採集や輸出を規制し、生息地の一部が自然保護区に指定されている。日本では同属種の流通が多く、それらの遺棄されたと思われる個体の発見例もある。また定着した場合には生態系への影響が懸念されることから、属単位で要注意外来生物に指定されている。
ペットとして飼育されることもあり、日本にも輸入されている。主にアメリカ合衆国から飼育下繁殖個体が少数流通する。アクアリウムやアクアテラリウムで飼育される。大型になるため、大型のケージが用意できない場合は一般家庭での飼育には向かない。日光浴を行うため流木やレンガ、市販の水棲カメ専用のプラスチック製の浮島などで陸地を用意し、屋内で飼育する場合は局所的で水に強い暖房器具などで皮膚や甲羅を乾かすことのできる環境を作る必要がある。また紫外線照射量の多い爬虫類専用の照明器具などを一定時間点灯する。水質の悪化や低温に弱いため注意が必要。餌として葉野菜や水草などを与える。飼育下では人工飼料にも餌付くが、植物質が多く含まれる植物食の魚類や爬虫類専用の人工飼料を与えることが望ましい。